# I'm a Boy
"I'm a Boy" is een nummer van de Britse band The Who uit 1966.
Het nummer, geschreven door Pete Townshend, was initieel bedoeld om onderdeel te worden van een futuristische rockopera met de naam Quads. Het plan voor de rockopera sneuvelde, maar het nummer "I'm a Boy" was al geschreven en werd op single uitgebracht.
Het nummer is geproduceerd door Kit Lambert in Londen op 31 juli  en 1 augustus 1966. Het werd iets meer dan drie weken later uitgebracht met "In the City" als B-kant. De single bereikte nummer 2 in de UK Singles Chart en nummer 7 in Ierland. In de Nederlandse Top 40 bereikte het nummer de vijfde plek. De Amerikaanse hitlijst haalde de band pas met de hierna komende single, "Happy Jack".
De originele opname, die op single is uitgebracht, bevat een hoornarrangement van John Entwistle. De versie die op de meeste verzamelalbums staat heeft dit arrangement niet. Het nummer staat ook op het live-album Live at Leeds.

## NPO Radio 2 Top 2000
| Nummer met noteringen in de NPO Radio 2 Top 2000 | '00  | '01  |
| ------------------------------------------------ | ---- | ---- |
| I'm a Boy                                        | 1720 | 1294 |

1. ↑  Een vetgedrukt getal geeft de hoogste notering aan.
2. ↑  2000 was het eerste jaar met een notering voor dit nummer.
3. ↑  Deze tabel is bijgewerkt tot en met de laatste editie (2024).